# Calle del Laurel (Madrid)
La calle del Laurel es una vía pública de la ciudad española de Madrid, situada en el barrio de Acacias, distrito de Arganzuela.

## Descripción
La vía, cuyo título es de origen popular, discurre desde el paseo de las Acacias hasta el de Juan Antonio Vallejo-Nájera Botas. Aparece descrita en Las calles de Madrid (1889) de Hilario Peñasco de la Puente y Carlos Cambronero con las siguientes palabras:

Laurel. Entre los Paseos de las Acacias y del Canal. Es de apertura moderna. El nombre se dió particularmente por los vecinos, y luego pasó á ser oficial.
(Peñasco de la Puente y Cambronero, 1889, p. 289)